# Hiệp định thương mại USMCA
Hiệp định mới giữa Hoa Kỳ, Mexico và Canada  (USMCA) là một hiệp định thương mại tự do giữa Canada, México và Hoa Kỳ đã được mỗi quốc gia phê chuẩn. Thay vì là một hiệp định hoàn toàn mới, nó đã được đặc trưng là " NAFTA 2.0", hoặc "NAFTA mới". Vào ngày 1 tháng 7 năm 2020, USMCA có hiệu lực, thay thế NAFTA.
Hiệp định này là kết quả của việc đàm phán lại Hiệp định thương mại tự do Bắc Mỹ (NAFTA) năm 2017 của các quốc gia thành viên, đã đồng ý không chính thức các điều khoản vào ngày 30 tháng 9 năm 2018 và chính thức vào ngày 1 tháng 10  USMCA đã được Tổng thống Hoa Kỳ Donald Trump đề xuất và được ký bởi Trump, Tổng thống Mexico Enrique Peña Nieto và Thủ tướng Canada Justin Trudeau vào ngày 30 tháng 11 năm 2018, như là một sự kiện bên lề của Hội nghị thượng đỉnh G20 2018 tại Buenos Aires. Một phiên bản sửa đổi đã được ký vào ngày 10 tháng 12 năm 2019 và được cả ba nước phê chuẩn, với sự phê chuẩn cuối cùng (Canada) vào ngày 13 tháng 3 năm 2020.
Các cuộc đàm phán "tập trung chủ yếu vào xuất khẩu ô tô, thuế thép và nhôm, và thị trường sữa, trứng và gia cầm." Một điều khoản "ngăn bất kỳ bên nào thông qua luật hạn chế luồng dữ liệu xuyên biên giới". So với NAFTA, USMCA tăng các quy định về môi trường và làm việc, đồng thời khuyến khích sản xuất ô tô và xe tải trong nước nhiều hơn. Thỏa thuận cũng cung cấp các biện pháp bảo vệ sở hữu trí tuệ cập nhật, giúp Hoa Kỳ tiếp cận nhiều hơn với thị trường sữa của Canada, áp dụng hạn ngạch cho sản xuất ô tô của Canada và Mexico, và tăng giới hạn miễn thuế cho người Canada mua hàng hóa trực tuyến của Hoa Kỳ từ $ 20 đến $ 150. Danh sách đầy đủ về sự khác biệt giữa USMCA và NAFTA được liệt kê trên trang web của USTR.
USMCA không chỉ là bản cập nhật hiện đại hóa cho NAFTA mà còn vay mượn rất nhiều từ các hiệp định thương mại TPP và CPTPP; nó cũng chứa các yếu tố mới liên quan đến các yếu tố môi trường và lao động nghiêm ngặt, có thể thi hành và ràng buộc trong cốt lõi của hiệp định, chính sách kinh tế vĩ mô, hài hòa tiêu chuẩn và quy định và thương mại kỹ thuật số.  Vào ngày 3 tháng 4 năm 2020, Mexico tuyên bố sẵn sàng thực hiện hiệp định, theo sau là Canada. Hiệp định có hiệu lực vào ngày 1 tháng 7 năm 2020.